# Ladislav Pejačević
| Ladislav Pejačević                     | Ladislav Pejačević                         |
| -------------------------------------- | ------------------------------------------ |
| Ladislav Graf Pejačević von Virovitica |                                            |
| Titel                                  | Graf                                       |
| Ernennungen                            | Ban von Kroatien (1880–1883)               |
| Vorgänger                              | Ivan Mažuranić                             |
| Nachfolger                             | Dragutin Khuen-Héderváry                   |
| Staat                                  | Kroatien innerhalb der Habsburgermonarchie |
| Haus                                   | Pejačević                                  |
| Geburt                                 | 5. April 1824 in Ödenburg (Ungarn)         |
| Tod                                    | 7. April 1901 in Našice (Kroatien)         |
| Vater                                  | Ferdinand Karlo Rajner Pejačević           |
| Mutter                                 | Marija geb. Döry von Jobahaza              |
| Ehefrau                                | Gabrijela geb. Döry von Jobahaza           |
| Kinder                                 | Marija Teodor Mario Marko Aleksandar       |
|                                        |                                            |

Ladislav Pejačević (zu deutsch Ladislaus Pejatschewitsch, ungarisch Pejácsevich László; * 1. April 1824 in Ödenburg; † 7. April 1901 in Našice) war ein kroatischer Adliger, Politiker und Staatsmann aus dem Hause Pejačević. Er war Ban (Vizekönig) von Kroatien und Slawonien ab 1880 bis 1883.

## Leben

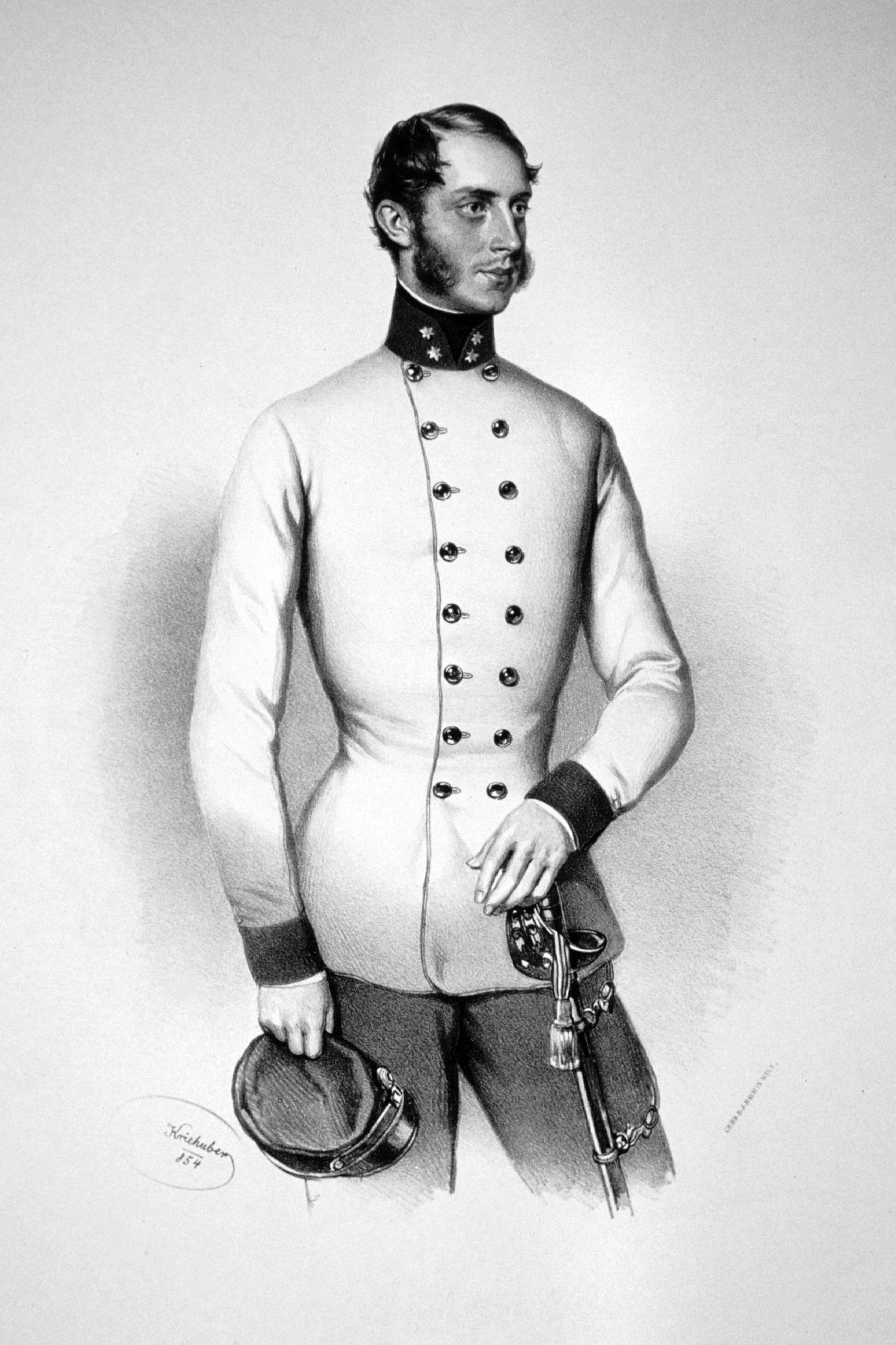
Ladislav Pejačević, Lithographie von Josef Kriehuber, 1854

Ladislav Graf Pejačević von Virovitica wurde als ältester Sohn von Ferdinand Karlo Rajner Pejačević und dessen Ehefrau Marija geb. Döry Freiin von Jobahaza geboren. Sein Großvater Karlo III. Ferdinand (* 1745; † 1815) ist als Gründer des Našice-Zweiges des Adelsgeschlechts bekannt.
Am 25. November 1852 heiratete er die Freiin Gabrijela Döry von Jobahaza, und sie hatten drei Kinder: Marija, Teodor und Mario Marko Aleksandar.
Pejačević studierte Jura in Fünfkirchen und trat als junger Mann in die Politik ein. Ab 1844 bis 1848 wurde er Beisitzer im kroatischen Parlament („Sabor“). Als sehr einflussreicher und angesehener Politiker, zog er 1867 als Abgeordneter und Mitglied der Unionistischen Partei Kroatiens ins Parlament ein. Er nahm in der Delegation teil, die schloss 1868 den Kroatisch-Ungarischen Ausgleich ab.
1880 wurde Pejačević zum Ban von Kroatien ernannt. Er trat das Amt des Bans am 21. Februar 1880 an und blieb bis 4. September 1883. Er trat zurück, als der Ministerrat in Wien beschloss, dass die offiziellen, zweisprachigen kroatisch-ungarischen  Schilder, bzw. Wappen, eingeführt von ungarischen Verwaltung, bleiben sollten und nicht von den Amtsgebäuden in Kroatien entfernt werden durften.
Während seines Lebens investierte Pejačević viel in seine Grundbesitze, um die geschäftlichen Tätigkeiten zu befördern und erweitern. Er trug dazu bei, dass seine Schlösser, Paläste und Parks eine Schönheit und Glanz erreichten, besonders das Schloss Našice, das er Mitte des 19. Jahrhunderts erneuern und erweitern ließ.
Ladislav Pejačević starb in Našice am 7. April 1901 und hinterließ sein Vermögen seinem Sohn Teodor, der später auch Ban von Kroatien wurde.